# Aguirre, la colère de Dieu
Pour les articles homonymes, voir Aguirre et Colère de Dieu.
Pour plus de détails, voir Fiche technique et Distribution.
Aguirre, la colère de Dieu (titre original allemand : Aguirre, der Zorn Gottes) est un film allemand réalisé par Werner Herzog, sorti en 1972, dans la mouvance du nouveau cinéma allemand.

## Synopsis
Au XVIe siècle, une expédition espagnole mandatée par Gonzalo Pizarro part à la recherche de l'Eldorado sous les ordres de Pedro de Ursúa. Lope de Aguirre, l'un de ses lieutenants, illuminé et mégalomane, s'oppose à son autorité. Ses actions pour saboter l'expédition se multiplient. Lorsque Ursúa ordonne un arrêt des recherches, Aguirre lance une mutinerie contre lui et impose le « sacre » d'un noble du groupe, Fernando de Guzmán, comme « empereur d'Eldorado ». Il fait exécuter les partisans de l'ancien chef, à l'exception d'Ursúa lui-même qui est épargné par Guzmán. Les hommes restants, sous les ordres d'Aguirre et Guzmán, embarquent à bord d'un radeau et descendent le fleuve dans l'espoir de trouver la cité d'or.

## Fiche technique
- Titre original : Aguirre, der Zorn Gottes
- Titre français : Aguirre, la colère de Dieu
- Réalisation : Werner Herzog
- Scénario : Werner Herzog
- Photographie : Thomas Mauch
- Montage : Beate Mainka-Jellinghaus
- Musique : Popol Vuh
- Production : Werner Herzog, Hans Prescher, Daniel Camino, Lucki Stipetic
- Sociétés de production : Werner Herzog Filmproduktion, Hessischer Rundfunk (HR)
- Budget : 370 000 $[1]
- Pays de production :  Allemagne de l'Ouest,  Mexique,  Pérou
- Langue originale : Allemand
- Genre : Action, aventure, biopic, drame et historique
- Format : Couleur - 1,33:1 - son mono - 35 mm
- Durée : 93` minutes
- Dates de sortie :
  - Allemagne de l'Ouest : 29 décembre 1972
  - France :
    - 16 mai 1973 (Festival de Cannes)
    - 26 février 1975 (sortie nationale)

  - États-Unis : 3 avril 1977

## Distribution
- Klaus Kinski (VF : Edmond Bernard) : don Lope de Aguirre
- Helena Rojo (VF : Béatrice Delfe) : Inés de Atienza
- Del Negro (VF : Jean Topart) : don Gaspar de Carvajal
- Ruy Guerra (VF : Daniel Gall) : don Pedro de Ursúa
- Peter Berling (VF : Henri Poirier) : don Fernando de Guzmán
- Cecilia Rivera (VF : Sylvie Feit) : Flores de Aguirre
- Daniel Ades (VF : Jacques Balutin) : Perucho
- Armando Polanah (VF : Claude d'Yd) : Armando
- Edward Roland (VF : Amidou) : Okello
- Alejandro Repullés (VF : Jacques Berthier) : Gonzalo Pizarro
- Justo González : González
- Daniel Farafán, Alejandro Chávez, Antonio Márquez, Julio Martínez, Alejandro Repullés : les Indiens

## Musique
La bande originale du film, que l'on doit au groupe allemand Popol Vuh, marque le début de leur collaboration avec Werner Herzog, qui durera jusqu'en 1999.

## Autour du film
- L'histoire du conquistador Lope de Aguirre, inspirée notamment des chroniques de Gaspar de Carvajal, est authentique mais la réalité est quelque peu différente de la fiction du film : loin de se perdre sur l'Amazone comme le laisse croire la fin du film, il parvient jusqu'à l'océan Atlantique avec sa troupe et attaque les possessions portugaises.
- Au début du film, Aguirre donne à sa fille un petit myrmidon.
- Le film fut tourné en six semaines à Cuzco au Pérou[2].
- Les scènes sur le fleuve ont été réalisées sur des rapides extrêmement dangereux, les techniciens étaient attachés par des cordes aux radeaux et Werner Herzog ainsi que son opérateur étaient à la merci des vagues et des tourbillons[2].
- Klaus Kinski était tellement hystérique sur le plateau de tournage qu'il faisait peur aux Indiens à chaque fois qu'il se disputait avec Herzog[2].
- Au deuxième jour de tournage, Kinski demanda à Herzog de renvoyer sans raison certains membres de l'équipe. Le refus du réalisateur provoqua la colère de l'acteur et celui-ci menaça de quitter le plateau : Herzog le menaça alors de huit coups de pistolet dans la tête s'il partait, et promit de se réserver la neuvième balle pour lui. Kinski, terrorisé, hurla en vain « Police ! » au milieu de la jungle (il n'y a pas de village à moins de 650 km[2]) et demeura sur le tournage.
- Lors de la scène du débarquement où Kinski empêche ses compagnons de manger les fruits, ce dernier a frappé un comédien d'un coup d'épée, tellement fort qu'il a traversé le casque de l'acteur, engendrant un traumatisme crânien.
- Herzog a embauché le comédien joueur de flûte en échange de ponchos tout neufs. Le comédien était tellement paranoïaque que, au début de chaque tournage, il allait les cacher dans la jungle. Ne les retrouvant plus à la fin de la journée, le joueur de flûte refusait de continuer le tournage. Herzog devait donc soudoyer ses techniciens pour qu'ils suivent le comédien lorsqu'il allait égarer ses habits et pour qu'ils l'aident à les retrouver par la suite.

## Lieux de tournage
- Cuzco
- Río Huallaga
- Rivière Nanay[3]
- Río Urubamba

## Récompenses et distinctions
- César 1976 : nomination au César du meilleur film étranger
- Prix Léon Moussinac du syndicat français de la critique de cinéma

## Accueil critique
Bien qu'Aguirre, la colère de Dieu ait reçu un accueil commercial relativement pauvre à sa sortie en Allemagne, il est aujourd'hui considéré comme un film culte. Le site Rotten tomatoes lui attribue 98 % d'avis favorables, et une note moyenne de 9,2/10, basé sur 47 critiques. Il est noté à 8,0/10 sur la base de 37 482 critiques sur l'IMDd.
En France, le film est présenté, en mai 1973, au Festival de Cannes, à la Quinzaine des Réalisateurs. Il sort confidentiellement, le 26 février 1975 à Paris, à l'UGC Marbœuf et au Studio des Ursulines. Le public étudiant fait un triomphe au film et lui permet d'être repris dans d'autres salles et d'allonger sa durée d'exploitation.
Le film obtient une moyenne de 3,5/5 pour 1 196 critiques spectateurs et 5/5 pour 5 critiques presse sur le site Allociné.